# Anne Robillard

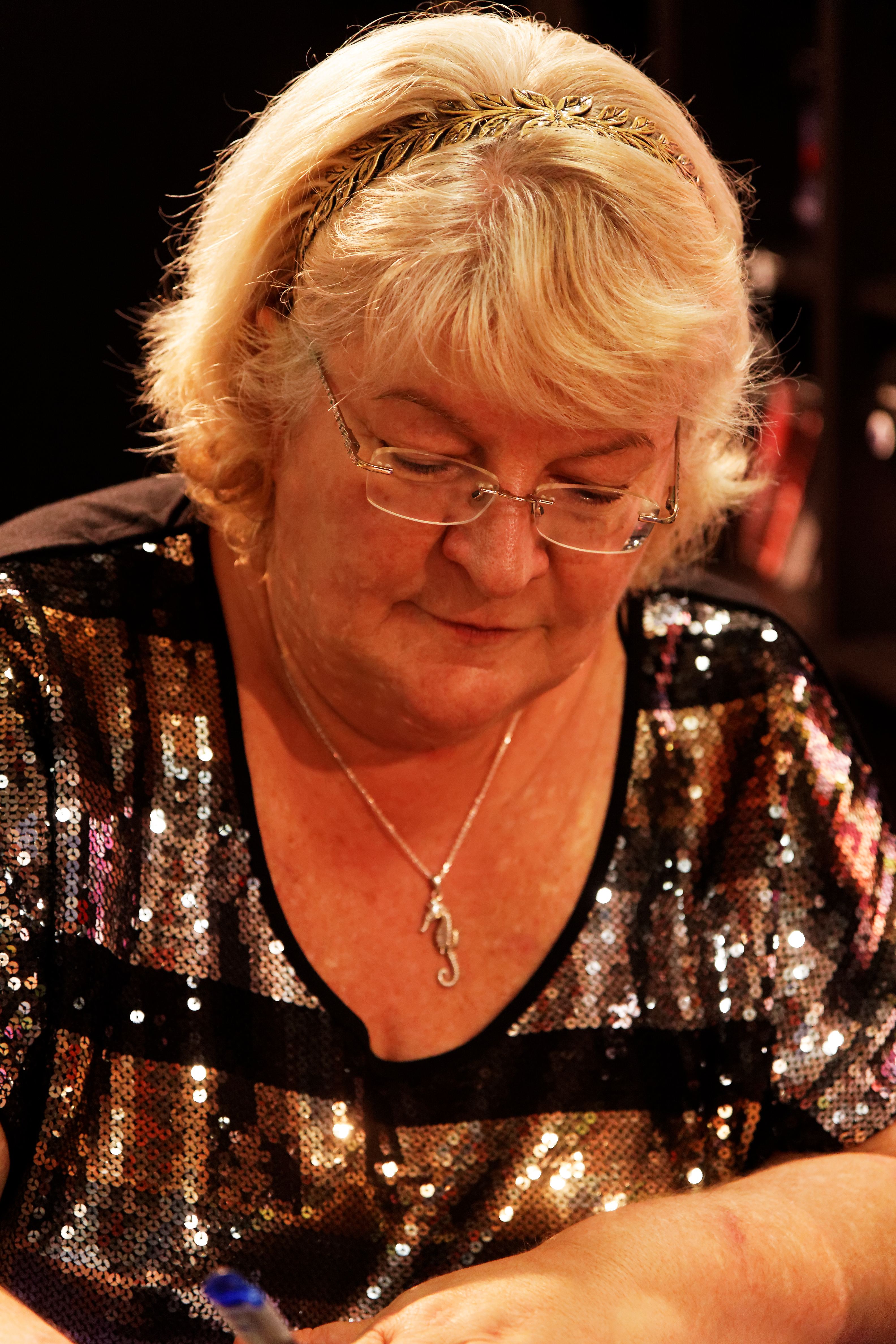
Anne Robillard - 2012

Anne Robillard  (n. 9 februarie 1955, Montréal, Québec) este o scriitoare canadiană de literatură de fantezie.

## Cărți publicate
- Seria Cavalerii de smarald (Les Chevaliers d'Émeraude):
  - Sub semnul stelei de foc (Le Feu dans le ciel)
  - Dragonii Împăratului negru (Les Dragons de l'empereur noir)
  - Piège au royaume des ombres
  - La Princesse rebelle
  - L'Île des lézards
  - Le Journal d'Onyx
  - L'enlèvement
  - Les Dieux déchus
  - L'Héritage de Danalieth
  - Représailles
  - La Justice céleste
  - Irianeth
- Enkidiev, un monde à découvrir
- Les Héritiers d'Enkidiev :
  - Renaissance
  - Nouveau Monde
  - Les Dieux ailés
  - Le Sanctuaire
  - Abussos
  - Nemeroff
  - Le Conquérant
  - An-Anshar
  - Mirages
  - Déchéance
  - Double Allégeance
  - Tome 12
- A.N.G.E. :
  - Antichristus
  - Reptilis
  - Perfidia
  - Sicarius
  - Codex Angelicus
  - Tribulare
  - Absinthium
  - Periculum
  - Cenotaphium
  - Obscuritas
- Wilder :
  - Qui est Terra Wilder ?
  - Capitaine Wilder
- Privilège de roi
- Les Ailes d'Alexanne :
  - 4h44
  - Mikal
  - Le Faucheur
  - Tome 4
- Les Cordes de cristal : 
  - Episode 1
- Les Chevaliers d'Antarès
  - Descente aux enfers
  - Basilic
- L'oiseau-tonerre : 3 tomes